# Muammar Gaddafi
Oberst Muammar Muhammad Abu Minyar al-Gaddafi (arabisk: معمر القذافي, på dansk også stavet Kadafi, Khadaffi, Kaddafi m.fl.) (født 7. juni 1942 i Yūḥannām ved Sirte, død 20. oktober 2011 i Sirte) var statsleder i Libyen fra 1969–2011. Indtil 2011 bestemte han som revolutionsfører Libyens politik, men i oktober 2011 mistede han magten til oprørshæren. Den 20. oktober 2011 meldte kilder i Sirte at Gaddafi formodentligt døde af kvæstelser, i forbindelse med en tilfangetagelse.

## Familie
al-Gaddafi stammer fra en beduinfamilie i regionen Tripolitanien. Hans far, Mohammed Abdul Salam bin Hamed bin Mohammed al-Gaddafi († 1985), kaldt Abu Meniar, bliver officielt angivet som hans far, og hans mor er Aisha Gaddafi († 1978).
I 1962 studerede han geografi, men opgav studiet til fordel for en uddannelse fra 1963 til 1965 på det libyske militærakademi, hvorefter han fortsatte sin militære uddannelse i England. 
Gaddafi havde otte børn. Den ældste søn er Muhammad Gaddafi, som er leder af den libyske-olympiske komite og ejer alle telekommunikationsfirmaer i Libyen.
Den næstældste søn, Saif al-Islam al-Gaddafi, født i 1972, er maler. Han har medvirket til at få løsladt vestlige gidsler, som blev bortført af islamister.
Den tredje søn, Al-Saadi Gaddafi, var leder af den libyske fodboldunion. Han har tjent sin formue i olieindustrien og som filmproducent.
Den fjerde søn, Mutasim-Billah Gaddafi (1974-2011), var oberstløjtnant i den libyske hær. Angiveligt efter at have forsøgt et kup mod sin far, flygtede han til Egypten. Efter at Gaddafi tilgav ham, kom han tilbage og blev sikkerhedsrådgiver og anfører for en militærenhed.
Den femte søn, Hannibal Gaddafi, er kendt for flere private skandaler. Han blev blandt andet i juli 2008 anholdt for at have begået vold i Schweiz.
Muammar al-Gaddafi havde endvidere to sønner – Saif al-Arab (1982-2011) og Khamis Gaddafi (1983-2011).
Gaddafis eneste datter, Ayesha Gaddafi, er sagfører og var med til at forsvare Saddam Hussein.

## Karriere

### Fra 1969
Gaddafi fik magten, da han som leder af en gruppe officerer begik statskup mod det pro-vestlige monarki 1. september 1969. Før dagen var omme havde de afsat kongen, som var under medicinsk behandling i Tyrkiet og sat kongens nevø Sayyid Hasan ar-Rida al-Mahdi as-Sanussi, i husarrest, afskaffet monarkiet og erklæret den nye Libyske Arabiske Republik. Gaddafi blev herefter Libyens de facto-præsident, men han antog ingen højere formel titel – hverken militær eller politisk – end oberst. I stedet påstår han, at Libyen »regeres af folket«. I officielle dokumenter kaldes han for »revolutionens leder og vejleder«.
Gaddafi var især inspireret af den egyptiske præsident Gamal Abdel Nasser (1918-1970), som ligeledes ved et militærkup tog magten i Egypten i 1952. Gaddafis politiske ideologier var islamisk socialisme, panarabisk nationalisme og hans selvopfundne begreb Jamahiriyya (»Massernes Stat«), der var den officielle betegnelse for Libyens statsform.
1975 offentliggjorde Gaddafi den såkaldte Grønne bog, hvori han beskriver sine politiske mål, der lænede sig op ad den islamiske socialisme.
Gaddafi støttede Ugandas diktator Idi Amin, og da tanzanianske tropper væltede Idi Amin i 1979, havde Gaddafi sendt 2.-3.000 libyske soldater til Uganda for at beskytte ham.

### 1980'erne
Internationalt havde Gaddafi længe været en kontroversiel person; f.eks. menes han at have stået bag bombeattentatet på diskotek La Belle i Berlin den 5. april 1986. USA's præsident Ronald Reagan gav Gaddafi skylden og hævnede attentatet ved at lade den amerikanske flåde sænke to libyske krigsskibe. Derefter gav Reagan ordre til at bombe Tripoli og Benghazi: Under Operation El Dorado Canyon bombede amerikanske kampfly den 15. april 1986 Tripoli, hvormed 36 civilister blev dræbt, derunder Gaddafis adoptivdatter. Denne adoptivdatter blev dog først adopteret af Gaddafi efter sin død ifølge journalister, der undersøgte sagen. Gaddafi menes også at have beordret sprængningen af et PanAm-fly over byen Lockerbie i Skotland i 1988 og et DC-10 fra UTA over Nigers ørken i 1989.
Gaddafi støttede oprørsbevægelser i nabolandene, herunder Tchad. I 1986 vendte de tchadiske oprørsbevægelser sig dog imod Gaddafi i 'Toyota-krigen'.

### 1990'erne
Fra midt-halvfemserne havde han imidlertid i stigende grad forsøgt at ændre sit dårlige renommé. F.eks. støttede han en fredelig løsning af den israelsk-palæstinensiske konflikt og købte en fodboldklub i Italien.
I februar 1996 mislykkedes et bombeattentat på Gaddafis eskorte. Han blev ikke såret, men i stedet døde flere af dem, der fulgte ham. For at slippe for FN's sanktioner og den amerikanske handelsembargo på grund af La Belle (1986), Pan Am Flight 103 over Lockerbie (1988) og UTA Flight 772 over Niger (1989), oprettede Gaddafi i 1999 fonden Gaddafi International Foundation for Charity Associations (GIFCA) på 2,7 milliarder dollars til ofrenes familier, dog uden at påtage sig ansvaret. Han udleverede også attentatmændene Abdul Baset Ali al-Megrahi og Al-Amin Khalifa Fhimah til en domstol i Holland. Sidstnævnte blev dog frifundet af retten.

### 2000'erne
I år 2000 medvirkede Gaddafi i gidseldramaet på den filippinske ø Jolo. 2003 bekendtgjorde Gaddafi, at Libyen havde udviklet masseødelæggelsesvåben, men at han var parat til at opgive programmet. Siden den tid forbedrede Gaddafis forhold til Vesten sig. I marts 2004 besøgte Tony Blair Libyen og afbrød dermed den lange isolation af landet. I september 2006 på 37. årsdagen for hans magtovertagelse opfordrede Gaddafi i en tale til, at regimets politiske modstandere burde dræbes. Efter henrettelsen af den irakiske diktator Saddam Hussein den 30. december 2006 beordrede Gaddafi landet til at holde landesorg i tre dage.
Gaddafis søn, Hannibal Gaddafi, har flere gange været i mediernes søgelys i Europa. Flere gange har han været arresteret. Også datteren Aisja al-Gaddafi har i europæisk retssal råbt »Øje for øje, tand for tand. Den, der har begyndt, har handlet forkert.« i den retssag, der i juli 2008 kørte mod broderen i Geneve.
I oktober 2008 besluttede Gaddafi at trække alle Libyens interesser ud af Schweiz, dette uden godkendelse i nogen demokratisk forsamling.

### 2010-2011
I februar 2011 begyndte et oprør i Libyen, der forsøgte at vælte Gaddafis regime. Flere steder i landet og flere større byer blev overtaget af oprørerne. Der var flere store demonstrationer mod regimet på Den Grønne Plads i Tripoli, og i forbindelse med dette brød det østlige Libyen fra Gaddafis diktatur, og mange lande sendte kampfly til Libyen i en NATO-ledet operation.